# Корнев, Андрей Владимирович
Андре́й Влади́мирович Ко́рнев (укр. Андрі́й Володи́мирович Ко́рнєв; род. 1 ноября 1978[…], Киев) — украинский футболист, полузащитник

## Биография
Воспитанник киевского футбола. Выступал за «Динамо-3», «Оболонь», «Система-Борэкс» и харьковский «Арсенал». В августе 2004 перешёл в «Таврию» где провёл в чемпионате Украины 65 матчей и забил 3 гола, в Кубке Украины провёл 7 матчей. В декабре 2006 перешёл в одесский «Черноморец».
В январе 2009 года подписал контракт с «Таврией» по схеме 2+1. Позже играл за киевскую «Оболонь». После расформирования «Оболони» по просьбе президента клуба Александра Слободяна остался в новосозданном, но пока не аттестированом, клубе «Оболонь-Бровар». 14 июля 2013 года дебютировал за «Оболонь-Бровар» во второй лиге.
В 2020 году был назначен помощником главного тренера «Оболони-2»

## Достижения
- Обладатель Кубка Украины: 2009/10
- Серебряный призёр Второй лиги Украины: 2014/15